# Altier
 Altier  es una población y comuna francesa, en la región de Languedoc-Rosellón, departamento de Lozère, en el distrito de Mende y cantón de Villefort.

## Demografía
| 1 013 | 1,161 | 1,198 | 1,306 | 1,306 | 1,209 | 1,300 | 1,375 | 1,336 | 1,289 | 1,290 | 1,249 | 1,239 | 1,490 | 1,159 | 1,133 | 1,077 | 1,068 | 1,036 | 933 | 842 | 822 | 709 | 633 | 579 | 575 | 461 | 360 | 276 | 246 | 243 | 207 |
| Para los censos de 1962 a 1999 la población legal corresponde a la población sin duplicidades (Fuente: INSEE [Consultar]) |       |       |       |       |       |       |       |       |       |       |       |       |       |       |       |       |       |       |     |     |     |     |     |     |     |     |     |     |     |     |     |